# هينرييتا كونفيوريوس
هينرييتا كونفيوريوس (مواليد 5 فبراير 1991) هي ممثلة ألمانية، أشتهرت لدورها في مسلسل قبائل يوروبا.

## وصلات خارجية
- هينرييتا كونفيوريوس على موقع IMDb (الإنجليزية)
- هينرييتا كونفيوريوس على موقع ميتاكريتيك (الإنجليزية)
- هينرييتا كونفيوريوس على موقع روتن توميتوز (الإنجليزية)
- هينرييتا كونفيوريوس على موقع مونزينجر (الألمانية)
- هينرييتا كونفيوريوس على موقع قاعدة بيانات الأفلام العربية
- هينرييتا كونفيوريوس على موقع ألو سيني (الفرنسية)
- هينرييتا كونفيوريوس على موقع أول موفي (الإنجليزية)
- هينرييتا كونفيوريوس على موقع قاعدة بيانات الفيلم (الإنجليزية)
- هينرييتا كونفيوريوس على موقع ليتربوكسد (الإنجليزية)
- هينرييتا كونفيوريوس على موقع كينوبويسك (الروسية)